# Dolmen du Grand Bouillac
Der Dolmen du Grand Bouillac liegt etwa einen Kilometer nördlich der Ortschaft Saint-Vincent-sur-Jard, bei Les Sables-d’Olonne im Département Vendée in Frankreich. Dolmen ist in Frankreich der Oberbegriff für Megalithanlagen aller Art (siehe: Französische Nomenklatur).

## Geschichte
Bis ins 19. Jahrhundert gab es in einem Bereich von wenigen hundert Metern um diesen Dolmen, der sich zu dieser Zeit noch unter einem großen Erdhügel (Tumulus) befand, mehrere Menhire. Im Jahr 1905 wurde das arg zerstörte Megalithbauwerk notdürftig restauriert.
Seit 1991 ist der Dolmen als Monument historique geschützt.

## Beschreibung
Der mittelgroße Knickdolmen (französisch Dolmen coudé) ist eine rechtwinkelig geknickte Ganganlage (vgl. Dolmen du Kernourz, Galeriegrab von Luffang). Einige Steine der Eingangspassage, darunter ein Deckstein (am Boden liegend) sind erhalten. Der seitliche Zugang mündet in eine Kammer mit etwa 3 m Seitenlänge, deren sieben Tragsteine (Orthostaten) bis auf zwei, auf denen einseitig der große Deckstein aufliegt, umgestürzt sind. Wie bei vielen Dolmen in der Gegend, besteht der Boden aus einer geglätteten Kalksteinplatte.